# Lowell MacDonald
Lowell Wilson MacDonald (New Glasgow, 30 agosto 1941) è un ex hockeista su ghiaccio canadese che nel corso della carriera ha giocato in National Hockey League.

## Carriera
MacDonald giocò a livello giovanile per tre stagioni nell'Ontario Hockey Association, due delle quali trascorse con gli Hamilton Red Wings, formazione utilizzata come vivaio dai Detroit Red Wings. Esordì fra i professionisti nella primavera del 1961 esordendo in National Hockey League proprio con i Red Wings. Nelle tre stagioni successive si alternò fra la NHL e la American Hockey League con la formazione affiliata dei Pittsburgh Hornets.
Nel 1965 si trasferì nell'organizzazione dei Toronto Maple Leafs, formazione per cui non giocò. Fu impiegato invece nel farm team dei Tulsa Oilers, squadra della Central Hockey League. Dopo due stagioni nell'estate del 1967 in occasione dell'NHL Expansion Draft MacDonald fu selezionato dai Los Angeles Kings. Rimase a Los Angeles per tre stagioni dividendosi fra la prima squadra e la formazione affiliata in AHL degli Springfield Kings.
Fra il 1969 e il 1971 fu colpito da una serie di gravissimi infortuni al ginocchio disputando meno di 50 partite. Nel frattempo nel 1970  MacDonald era stato ingaggiato dai Pittsburgh Penguins. Dopo una stagione completa di inattività fece il proprio ritorno sul ghiaccio nel campionato 1972-73, vincendo il Bill Masterton Memorial Trophy per la sua perseveranza.
Una volta ristabilitosi dagli infortuni MacDonald fece parte della cosiddetta "Century Line" insieme al centro Syl Apps Jr. e all'ala destra Jean Pronovost. Nella stagione 1973-1974 stabilì il primato personale con 82 punti in 78 apparizioni, venendo nominato inoltre per due NHL All-Star Game consecutivi. MacDonald si ritirò dalla NHL nel 1978.
Entrambi i figli di Lowell, Lowell Jr. e Lane, seguirono le orme del padre.

## Palmarès

### Club
- Memorial Cup: 1

Hamilton: 1962

### Individuale
- Bill Masterton Memorial Trophy: 1

1972-1973
- NHL All-Star Game: 2

1973, 1974
- OHA First All-Star Team: 1

1961-1962